# Kids vs Monsters
Niños vs Monstruos es una película de fantasía estrenada en el 2015, estuvo dirigida por Sultan Saeed Al Darmaki y es su debut como director. La película se estrenó en vídeo on demand el 29 de septiembre del 2015.

## Sinopsis
La película se centra alrededor de seis niños que han sido enviados a una casa extraña y misteriosa por sus padres ricos, quiénes sienten que sus niños son más una carga que una bendición. En la casa enfrentarán a siete monstruos, cada uno de los cuales batallara con los niños.

## Reparto
- Elaine Hendrix como Mary.
- Keith David como Barry.
- Daniel David Stewart como Oliver Gingerfield.
- Malcolm McDowell como el Monstruo Jefe.
- Francesca Eastwood como Caramelo.
- Lance Henriksen como Heinrich.
- Armand Assante como Damian.
- Anna Akana como Daisy.
- Adrian Paul como Greg Lovett.
- Christopher Atkins como Charles.
- Mary Birdsong como Maxine.
- Richard Moll como Butler.
- Lee Purcell como Francine Gingerfield.
- Michael Bailey Smith como el Señor Beet.
- Candace Elaine como Cecilia Sealskin.
- Sydney Endicott como Molly Sealskin.
- Bridger Zadina como David.

## Recepción
Starpulse dio una revisión en su mayoría favorable para Niños vs Monstruos, declarando que disfrutaron la película a pesar de que el film parecía "destinado para el fracaso" y que "Si bien es una de las introducciones animadas que parecen salir de la nada, la presencia de iconos como Malcolm McDowell, Lance Henriksen y especialmente el nunca-por debajo de las expectativas y siempre roba-escenas Richard Moll, justo provocan risas salidas de situaciones obtusas y diálogos embarazosos,  hay una calidad en la película que no puede ser ignorada." Commonsensemedia describió la película, escribiendoː "Tedioso, terrible horror-comedia para niños resulta insoportable."